# Noltti
Noltti är en kulle i Finland. Den ligger i Virmo och landskapet Egentliga Finland, i den sydvästra delen av landet, 170 km väster om huvudstaden Helsingfors. Toppen på Noltti är 52 meter över havet.
Terrängen runt Noltti är huvudsakligen platt. Runt Noltti är det glesbefolkat, med 14 invånare per kvadratkilometer. Närmaste större samhälle är Mynämäki, 5,5 km sydost om Noltti. I omgivningarna runt Noltti växer i huvudsak barrskog.